# Amphisternus vomeratus
Amphisternus vomeratus is een keversoort uit de familie zwamkevers (Endomychidae). De wetenschappelijke naam van de soort werd in 1901 gepubliceerd door Henry Stephen Gorham.